# Veine ulnaire
Les veines ulnaires (ou veines cubitales, ancienne nomenclature) sont les deux veines profondes de l'avant-bras satellites de l'artère ulnaire et constituent l'une des composantes principales du système veineux profond de l'avant-bras. L’autre composante majeure du système veineux profond est la veine radiale.
N.B. : En règle générale, il y a deux veines par artère sauf pour la veine axillaire qui est généralement unique car elle draine l'ensemble du membre supérieur. 

## Trajet
Les veines ulnaires continuent l'arcade palmaire superficielle et montent dans la partie antéro-médiale de l'avant-bras en accompagnant l'artère ulnaire.
Elles rejoignent les veines radiales au niveau du pli du coude pour former les veines brachiales qui deviennent la veine axillaire. 